# スチバン
スチバン(英語: stibane、羅Stibanum) は、慣用名スチビン（英: stibine）のIUPAC系統名。アンチモン化水素（アンチモンかすいそ、羅Hydrogenium stibatum, Hydrogenii Stibidum）、水素化アンチモン (すいそかアンチモン、羅Stibium hydratum, Stibii Hydridum)とも呼ばれる。
スチバンは、SbnHn+2という分子式で一般に表わされる鎖式飽和アンチモン化水素の総称である。単結合のみからなるアンチモン原子骨格と水素原子とのみからなるニクトゲン化水素である。IUPAC命名法ではアザン同様に、アンチモン原子数を数接頭辞としてスチバンに前置する。モノスチバン、ジスチバン、トリスチバン…等。二重結合を含む場合はスチバンをスチベンに変える、骨格はループを形成している場合はシクロを前置するなどアルカンと同様に命名すれば良い。
又、単にスチバン（或いはスチビン）と言えば原子１つのモノスチバンを指す事が多い。これは分子式 SbH3で表される分子量 124.78の無機化合物である（アンモニアのアンチモン類縁体、詳細は「スチビン」参照）。これにプロトンが配位したカチオンSbH4+をスチバニウムイオンという（アンモニウムイオンNH4+ のアンチモン類縁体である。）。
一方、モノスチバン SbH3 を母化合物とする有機化合物 R3Sb の総称でもある（アミンのアンチモン類縁体、詳細は「有機スチビン」参照）。第一級、第二級、第三級アミンに対応し、モノスチバンへ置換した数に応じて第一級、第二級、第三級スチバンと称される。スチバニウムの4つの水素全てが炭化水素基によって置換されてできたカチオンは第四級スチバニウムと呼ばれる（第四級アンモニウムのアンチモン類縁体）。